# Hjärtinfarkt
Hjärtinfarkt, ibland kallat hjärtattack, innebär förlust av hjärtmuskelceller orsakad av långvarig akut syrebrist (hypoxi), till följd av att en blodpropp bildas i kranskärlen i hjärtat. Detta upplevs ofta som bröstsmärta, men kan också ge diffusa symtom. Akut hjärtinfarkt är den vanligaste dödsorsaken i Sverige.
Hjärtinfarkt ingår i begreppet akut kranskärlssjukdom tillsammans med instabil angina pectoris (instabil kärlkramp).
Hjärtinfarkt kan beskrivas antingen efter vilken anatomisk del av hjärtat som drabbas (till exempel en bakväggs- eller framväggsinfarkt), efter hur stor del av hjärtmuskelväggen som dör (transmural eller subendokardiell infarkt), eller efter vad EKG visar (ST-höjningsinfarkt, icke-ST-höjningsinfarkt). 
Den dominerande orsaken till hjärtinfarkt är att ett aterosklerotiskt plack, en inlagring av fett i kärlväggen, går sönder. När blodet kommer i kontakt med dess innehåll, levrar det sig inne i kärlet och förhindrar blodflödet. Risken för hjärtinfarkt ökar av livsstilsfaktorer, såsom fetma, metabolt syndrom, rökning och stress.

## Diagnostik
Diagnosen hjärtinfarkt kräver dels bevis på akut hjärtmuskelskada; i form av stegrade biokemiska markörer (vanligtvis hjärtspecifikt troponin I eller T) med en stigande eller sjunkande trend; i kombination med något av följande kliniska tecken till ischemi:
- Ischemiska symtom (vanligtvis central bröstsmärta)
- Ischemiska EKG-förändringar (huvudsakligen ST-höjningar eller ST-sänkningar eller utveckling av patologisk Q-våg)
- Bildbevis på hjärtmuskelskada (exempelvis ekokardiografi-fynd med lokal rörelsenedsättning i hjärtmuskulaturen)
- Detektion av tromb i hjärtats kranskärl vid kranskärlsröntgen eller obduktion.

En misstänkt ST-höjningsinfarkt bör dock handläggas och behandlas endast baserat på EKG och symtom, innan svar på troponin erhållits.

## Symtom

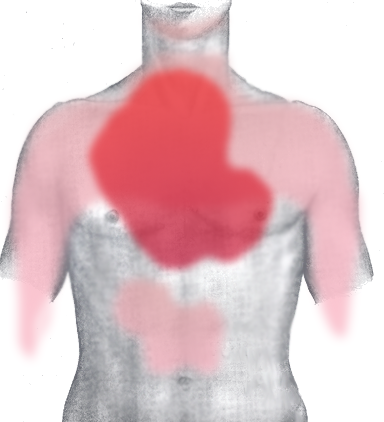
Vanliga lokaliseringar av smärta vid hjärtinfarkt markerat med rött.

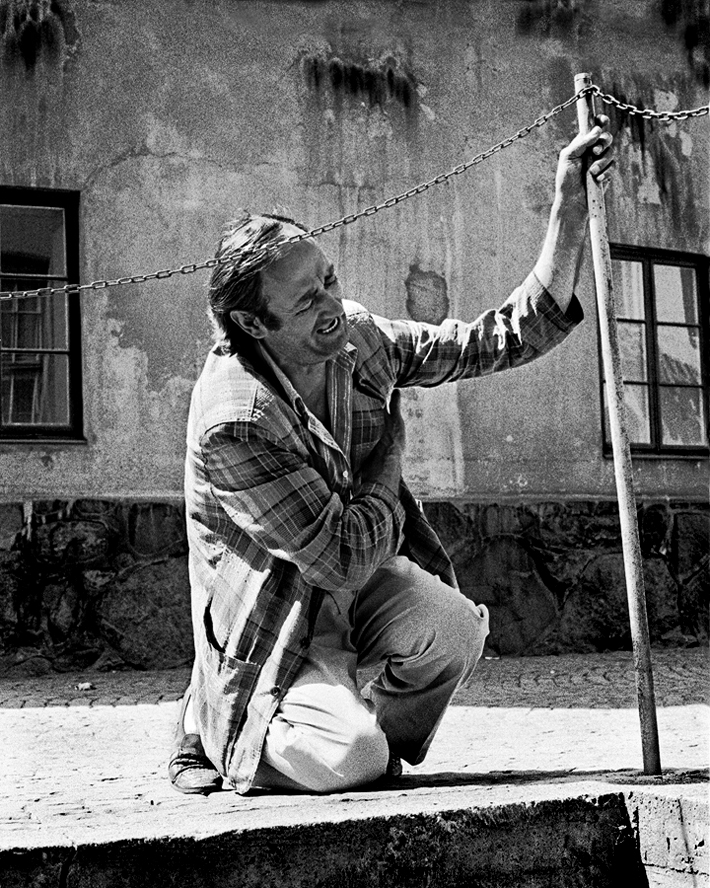
Man som får en hjärtinfarkt.

Det vanligaste symtomet på hjärtinfarkt, särskilt hos män, är stark och ihållande smärta i bröstkorgen. 
Smärtan kan variera mycket ifråga om plats och varaktighet. Den kan stråla ut i en arm eller båda armarna, magen, ryggen (ryggsmärta), halsen, nacken eller käkarna (så kallad refererad smärta). Smärtan är olika stark, men den är ihållande en längre period. 
Om smärtan sitter i under minst trettio minuter och kombineras med illamående, kallsvett, andnöd, yrsel eller svimning ökar sannolikheten för att det är en hjärtinfarkt. Dock kan smärta vara det enda fysiska symtomet. Det är vanligt att den drabbade känner sig mycket rädd och har ångest.
Ibland har man haft kärlkramp dagarna eller veckorna före en hjärtinfarkt. Dessa symtom liknar dem för hjärtinfarkt, men är lindrigare och kommer i korta attacker, ofta vid eller efter fysisk ansträngning. Det typiska är att smärtan försvinner i vila.
Det vanligaste symptomet är bröstsmärta, som även kan vara kombinerat med andra symptom:
- värk i käkarna
- tyngdkänsla eller tryck i bröstet
- ont i magen
- svårighet att andas eller andfåddhet
- hjärtklappning
- värk i skulderpartiet
- yrsel och illamående
- orkeslöshet eller stark trötthet
- allmän sjukdomskänsla.

## Behandlingar
Behandlingen syftar till att återupprätta blodflödet i de kranskärl som stängts av. Man vill dessutom avlägsna smärta och ångest, eftersom detta ytterligare förvärrar den drabbades tillstånd. Akut ges därför ofta morfin mot smärta och ångest samt syrgas för att öka blodets syremättnadsgrad. Nitroglycerin ges för att vidga hjärtats kranskärl och på så sätt minska den ischemi som uppstått i hjärtats myokardium, detta är alltså både anti-ischemiskt och smärtlindrande. Ytterligare ges betablockerare som minskar hjärtats rytm och på så sätt minskar hjärtats behov av syre, detta minskar ischemin och således även smärtan. Acetylsalicylsyra som finns i bland annat Magnecyl och Trombyl motverkar trombocyternas aggregation (sammanklumpning) och ges till alla patienter med misstänkt eller fastställd akut infarkt. Klopidogrel, exempelvis Plavix, ges till alla patienter med objektiva tecken på akut infarkt, detta har samma effekt som men genom en annan verkningsmekanism på molekylnivå. 
Efter den initiala handläggningen finns det principiellt två behandlingar:
- Perkutan koronarintervention (PCI)
- Trombolys

Perkutan koronarintervention (PCI), kallas även ballongvidgning, är den vanligaste behandlingen. Med hjälp av seldingerteknik (efter den svenske radiologen Sven Ivar Seldinger) går interventionisten in i en artär, vanligen i ljumsken eller handleden. Läkaren leder sedan katetern genom artärer till hjärtats kranskärl under samtidig röntgengenomlysning. När det tilltäppta kranskärlet är lokaliserat så öppnas detta upp med hjälp av en ballong som vidgas, och ibland sätts även ett metallnät, ett stent, in för att hjälpa till att hålla upp kärlet.
Trombolys innebär att ett propplösande medel tillförs i blodet, detta är dock en långsammare metod och används framförallt när det finns klara kontraindikationer mot ballongvidgning.
En hjärtinfarkt kan även orsaka störningar i hjärtats elektriska aktivitet vilket kan leda till ventrikelflimmer eller i värsta fall hjärtstillestånd. Vid ett ventrikelflimmer eller hjärtstillestånd är det potentiellt livräddande med hjärt-lungräddning tills man har möjlighet att få igång hjärtat igen genom att defibrillera.
Efter den akuta fasen behandlar man de bakomliggande orsakerna till infarkten, åderförkalkningen är en långsam process även om själva infarkten uppkommer plötsligt. Riskfaktorer är metabolt syndrom med övervikt, typ 2-diabetes, obehandlat förhöjt blodtryck och förhöjda blodfettsvärden. Även rökning har stor påverkan på risken att utveckla en hjärtinfarkt. Vanligt är att den drabbade fortsätter med en betablockad och blodförtunnande. En god rehabilitering är A och O efter den akuta fasen, vilket bland annat innebär riktig kost, motion och att sluta med rökning. I efterförloppet drabbas många av nedstämdhet som kan behöva medicinsk behandling. Statin sänker kolesterolhalten i blodet vilket hjälper mot återfall. 

## Riskfaktorer
- Låg koncentration av high-density lipoprotein
- Hög koncentration av low-density lipoprotein
- Höga blodfetter (triglycerider)
- Högt blodtryck
- Diabetes
- Fetma
- Tobaksrökning
- Stress
- Kön – män är mer utsatta än kvinnor.
- Alkohol
- Hyperkolesterolemi
- Hyperhomocysteinemi